# Jonas Luz
Jonas Luz (* 29. November 1985) ist ein brasilianischer Snookerspieler aus Esteio. Im Jahr 2023 wurde er Pan-Amerika-Meister und qualifizierte sich dadurch auch für die Profitour.

## Karriere
Jonas Luz stammt aus der Kleinstadt Esteio in Rio Grande do Sul im Süden Brasiliens. Als Dreijähriger kam er erstmals mit Billard in Berührung und machte es zu seiner Leidenschaft. Allerdings gab es in seiner Umgebung keine professionellen Trainingsmöglichkeiten und so war er bereits über 35 Jahre alt, als er erstmals 2021 als brasilianischer Meister im Snooker in Erscheinung trat. Zwei Jahre später stand er im Finale der Six-Reds-Meisterschaft. Im selben Jahr nahm er zusammen mit 28 Landsleuten und 32 weiteren Teilnehmern aus Nord- und Südamerika an der Pan-Amerika-Meisterschaft teil, die in diesem Jahr vom brasilianischen Verband ausgetragen wurde. Er erreichte das Finale und schlug seinen favorisierten Landsmann Fabinho im Decider mit 5:4. Der kontinentale Titel brachte ihm außerdem im Alter von 37 Jahren die Startberechtigung für die Turniere der World Snooker Tour ab der folgenden Saison.
Den Auftakt der Saison 2024/25 verpasste der Brasilianer, erst Ende August beim Snooker Masters in Saudi-Arabien stieg er ein und erzielte gegen den Ägypter Mostafa Dorgham sofort seinen ersten Profisieg mit 4:1. Erst ab Oktober nahm er dann regelmäßig an den Turnieren teil. Allerdings konnte er den Anfangserfolg nicht bestätigen und verlor danach seine Auftaktspiele deutlich.

## Erfolge
Amateurturniere:
- PABSA-Snooker-Amerikameisterschaft: Sieger 2023
- Brasilianische Snookermeisterschaft: Sieger 2021
- Brasilianische Six-Reds-Meisterschaft: Finalist 2023